# Marie-Jeanne Hoffner
Marie-Jeanne Hoffner, née le 22 mai 1974 est une artiste plasticienne française. Elle travaille à Paris et Châteauroux.

## Biographie
Elle est diplômée de l'École régionale des Beaux-arts de Nantes en 1999. Elle a suivi une formation à Glasgow school of art.
Marie-Jeanne Hoffner se confronte à l'architecture des lieux. Son travail commence par le relevé du lieu où elle expose. Ensuite, elle effectue des va et vient entre son atelier et le lieu qu'elle matérialise par des tracés, des moulages, des cartographies.
Sa pratique est multiforme. Elle dessine à même le mur ou sur papier. Elle réalise des moulages et des empreintes d'espaces. Elle produit des cartes, des objets. Elle utilise des schémas techniques.

## Expositions
- At home, St Léger parc art centre + Social centre, Nevers, 2007
- Ernesto Catena contemporary photography gallery, Buenos Aires, 2008
- New found land, Point Ephémère centre for the arts, Paris.
- Gold Rush, Espace Art Contemporain, La Rochelle, 2009
- After the Gold Rush Conical art space, Melbourne, 2009
- Château de Monbazillac, Résidence de l’art en Dordogne, 2011
- Déplis, grilles et trames, galerie Dohyang Lee, Paris, 2012
- Miroir Noir, Frac Alsace, Sélestat, 2013

## liens externes
- Ressource relative aux beaux-arts :   - Centre national des arts plastiques